# Паспорт гражданина Южного Судана
Паспорт гражданина Южного Судана — официальный документ, удостоверяющий личность гражданина Южного Судана в заграничных поездках. Введен с января 2012 года. Первый паспорт был торжественно вручен Президенту Южного Судана Сальваторе Кииру Маярдиту 3 января 2012 года в Джубе. Срок его действия — пять лет.

## Внешний вид
Паспорт синего цвета цвета, с надписью (англ. Republic of South Sudan) и (англ. Passport). В центре золотым тиснением нанесён герб Южного Судана. Паспорт изготавливается на английском языке.